# 辛普森維爾 (肯塔基州)
辛普森維爾（英語：Simpsonville）是一個位於美國肯塔基州謝爾比縣的城市。

## 地方資料
根據2020年美國人口普查的數據，辛普森維爾的面積為6.15平方千米，當中陸地面積為6.09平方千米，而水域面積為0.06平方千米。當地共有人口2990人，而人口密度為每平方千米486.18人。